# 中田大貴 (格闘家)
中田 大貴（なかだ ひろたか、1996年4月1日 - ）は、日本の男性総合格闘家。東京都出身。明治学院大学卒業。和術慧舟會HEARTS所属。

## 来歴
成蹊中学校時代3年間はラグビーをしていた。高校はスイスに留学。明治学院大学卒業。
空道の大道塾を経て、和術慧舟會HEARTSで総合格闘技を始めた。

### パンクラス
2020年7月24日、PANCRASE 316にてプロデビュー、ネオブラッド・トーナメント ライト級の1回戦で春川広明に判定勝ち。9月27日、PANCRASE 318の決勝戦で狩野優に判定負け
2021年5月30日、PANCRASE 321で元キングオブオブ・パンクラシストの田村一聖にKO勝ち。

### RIZIN
2021年11月28日、RIZIN初出場となったRIZIN TRIGGER 1stで堀江圭功と68.0kg契約で対戦し0-3の判定負けを喫した。
2022年10月23日、RIZIN.39で元DEEPフェザー級王者の芦田崇宏と対戦し、僅差だったが0-3の判定負けを喫した。

## 人物・エピソード
- 高校はスイスに留学して英語が堪能[5][6]。
- 育ちの良さから大沢ケンジに“ザ・リッチ”と言う愛称を付けられた[7]。
- ウクライナ人の有名なモデルと交際していたが、格闘技に専念するために別れた[要出典]。

## 戦績
| 総合格闘技 戦績 | 総合格闘技 戦績 | 総合格闘技 戦績 | 総合格闘技 戦績 | 総合格闘技 戦績 | 総合格闘技 戦績 | 総合格闘技 戦績 |
| --------------- | --------------- | --------------- | --------------- | --------------- | --------------- | --------------- |
| 14 試合         | (T)KO           | 一本            | 判定            | その他          | 引き分け        | 無効試合        |
| 7 勝            | 4               | 1               | 2               | 0               | 0               | 0               |
| 7 敗            | 2               | 0               | 5               | 0               | 0               | 0               |

| 勝敗 | 対戦相手         | 試合結果                             | 大会名                                                                  | 開催年月日     |
| ×    | 三宅輝砂         | 1R 3:48 TKO（右ストレート）          | PANCRASE 354 【フェザー級キング・オブ・パンクラスタイトルマッチ】       | 2025年6月1日   |
| ○    | 石田陸也         | 1R 1:47 TKO（グラウンドパンチ）      | PANCRASE 349                                                            | 2024年11月10日 |
| ×    | キム・サンウォン | 5分3R終了 判定0-3                    | PANCRASE 344                                                            | 2024年6月30日  |
| ×    | 高木凌           | 1R 2:03 TKO（右ストレート→パウンド） | PANCRASE 335                                                            | 2023年7月9日   |
| ○    | 三宅輝砂         | 2R 4:59 フロントチョーク             | PANCRASE 331                                                            | 2023年3月26日  |
| ×    | 芦田崇宏         | 5分3R終了 判定0-3                    | RIZIN.39                                                                | 2022年10月23日 |
| ○    | 内村洋次郎       | 1R 1:14 TKO（グラウンドパンチ）      | PANCRASE 328                                                            | 2022年7月18日  |
| ×    | 亀井晨佑         | 5分3R終了 判定1-2                    | PANCRASE 326 【PANCRASEフェザー級トーナメント 1回戦】                   | 2022年3月21日  |
| ×    | 堀江圭功         | 5分3R終了 判定0-3                    | RIZIN TRIGGER 1st                                                       | 2021年11月28日 |
| ○    | Ryo              | 5分3R終了 判定3-0                    | PANCRASE 323                                                            | 2021年9月12日  |
| ○    | 田村一聖         | 1R 3:36 TKO（グラウンドパンチ）      | PANCRASE 321                                                            | 2021年5月30日  |
| ○    | 岩本達彦         | 1R 3:33 TKO（右肘打ち→パウンド）     | Road to ONE:4th Young Guns                                              | 2021年2月22日  |
| ×    | 狩野優           | 5分3R終了 判定0-3                    | PANCRASE 318 -Beyond317- 【ネオブラッド・トーナメント ライト級 決勝戦】 | 2020年9月27日  |
| ○    | 春川広明         | 5分3R終了 判定3-0                    | PANCRASE 316 【ネオブラッド・トーナメント ライト級 1回戦】              | 2020年7月24日  |